# أكوم
أكوم (تُعرف أيضاً بـ عين الصفا) قرية سورية تتبع ناحية مركز القصير في منطقة القصير في محافظة حمص. بلغ عدد سكانها 506 نسمة في عام 2004 حسب إحصاء المكتب المركزي للإحصاء.